# 忍者ハットリくん (前川陽子の曲)
「忍者ハットリくん」（にんじゃハットリくん）は、藤子不二雄名義で発表された同名漫画作品を原作として東映が制作したNETテレビ（現：テレビ朝日）の特撮ドラマ『忍者ハットリくん』および、続編の『忍者ハットリくん＋忍者怪獣ジッポウ』の主題歌として前川陽子が歌唱した楽曲である。
第1作・第2作とも主題歌の表題は「忍者ハットリくん」だが、以下のように同名異曲となっている。
1. 1966年放送の『忍者ハットリくん』主題歌。作詞・服部半蔵（井上ひさし、山元護久）、作曲・小川寛興。
2. 1967年放送の続編『忍者ハットリくん＋忍者怪獣ジッポウ』主題歌。作詞・香山美子、作曲・湯山昭。

本項では1.および2.の両方と、2.のB面曲でエンディングに使用された「ごきげんジッポウくん」についても解説する。1981年から放送されたテレビアニメの主題歌で上記2曲と同名異曲の堀絢子「忍者ハットリくん」については当該項目を参照のこと。

## 1966年版
1966年放送の『忍者ハットリくん』主題歌（タイトルチューン）。曲単体のシングルとしては発売されず、朝日ソノラマが1966年4月17日に発売したソノシート「忍者ハットリくん あっぱれ! カンゾウ初手がら」（F6-8）A面にオープニングとして収録された。歌詞の内容は1番・2番とも、ハットリくんが調子に乗って忍法を使い失敗すると言うものになっている。
本編の脚本執筆者でもある作詞者の名義「服部半蔵」は井上ひさしと山元護久の共有筆名で、監督の島津昇一によれば井上と山元の両名はNHKの人形劇『ひょっこりひょうたん島』の原作者であった関係上、NHKへの配慮から民放の仕事を受ける時は本作の「服部半蔵」を始めその場限りの様々な変名を用いていたとされる。
1987年にCBSソニーから発売されたアルバム『栄光の東映テレビ映画 懐かしのテーマ大全集(1959〜1970)』へ収録され、その後は日本コロムビア（コロムビアファミリークラブ）が2001年に発売した10枚組『永久保存盤 特撮・ヒーロー主題歌大全集』のディスク5、東芝EMI『朝日ソノラマ主題歌コレクション 2』、テイチク『忍者 グレイテスト・ヒッツ』、コロムビア『前川陽子 スーパー・ベスト 〜キューティーハニー/ひょっこりひょうたん島〜』、サウンドトラックラボラトリー『小川寛興 TV・映画作品集』などに収録されている。後述の1967年版と同名かつ歌唱者も同一のため、アルバム収録時のトラック上では本曲に『忍者ハットリくん(1966)』、1967年版に『忍者ハットリくん＋忍者怪獣ジッポウ』のような形で作品タイトルを注釈に付けて区別することが多い。

## 1967年版
1967年放送の『忍者ハットリくん＋忍者怪獣ジッポウ』オープニング曲。メインヴォーカルは1966年版と同じ前川陽子だが、劇中でハットリくんの声を担当した熊倉一雄が合いの手、ヤング・フレッシュがバックコーラスで参加している。
タイトルこそ1966年版と同一だが作詞は香山美子、作曲は湯山昭にそれぞれ交代しており、コメディ色の強かった前主題歌に比べるとハットリくんのクールな面に焦点を当てた歌詞が特徴。ソノシートのみ発売の前作から一転してクラウンレコードからシングル盤（MW-8）が発売され、B面にエンディング曲「ごきげんジッポウくん」が収録された。朝日ソノラマでは前作に引き続き、この2曲とオーディオドラマ「怪獣ショーで大あばれ」を収録したソノシート（M-99）をクラウンとは別に発売している。

### ごきげんジッポウくん
「ごきげんジッポウくん」は『忍者ハットリくん＋忍者怪獣ジッポウ』のエンディング曲。歌手および作詞・作曲はオープニングと同一で、2期から新たに登場したジッポウのキャラクターソングとなっている。1・2期のオープニングに比べるとCD収録の実績は少ないが、2003年に東芝EMIから発売された『朝日ソノラマ主題歌コレクション 3』のディスク2トラック19や、2005年に日本コロムビアから発売された『前川陽子 スーパー・ベスト 〜キューティーハニー/ひょっこりひょうたん島〜』のトラック9に収録された。